# أثر جانبي
الأثر الجانبي أو المضاعفة الدوائية (أو العرض الجانبي) في الطب والصيدلة هو أحد المشاكل علاجية المنشأ وهو تأثير غير مقصود لعلاجٍ ما، ولا يرتبط بعلاقة مباشرة مع الأثر المقصود للعلاج ولا ينجم عن إفراط في استخدام العلاج، بمعنى أنه قد يظهر حتى عند استخدام العلاج بالطريقة والجرعة الموصاة. تكون الأثار الجانبية غالباً ذات تأثير سلبي على المريض، وإن كانت هناك بعض الحالات القليلة التي يكون للآثار الجانبية تأثير إيجابي على سير المرض.

## المضاعفات الدوائية
تقسم الآثار الجانبية لعلاجٍ أو دواء ما إلى مضاعفات خاصة ومضاعفات عامة، والفرق بينهما أن المضاعفات الخاصة تكون مميزة لدواءٍ بعينه، بينما تظهر الآثار العامة كأعراض جانبية عند تناول أنواع مختلفة من الأدوية، بحيث يصعب تمييز الدواء المسبب لهذه الأعراض، ويمكن مبدئياً أن تظهر عند تناول أي نوع من أنواع الدواء.

## من الأعراض العامة
عدد من الأعراض الجانبية التي يمكن أن تظهر عند تناول مختلف الأدوية، حتى أن ظهورها لوحظ عند إعطاء الأدوية "الغُفلية" (بالإنجليزية: Placebo)‏ حيث شكى 10-25% من المرضى من آثار جانبية للحبوب الوهمية مثل:
- عطش.
- غثيان.
- دُوار.
- نعاس.
- آلام في المعدة.
- صعوبات في التركيز.
- خمول عام.
- صداع.
- أرق.

تعتبر الأرجية أو ما يُعرف بالحساسية من المضاعفات الدوائية المنتشرة، والتي يمكن مبدئياً أن تحدث عند تناول أي دواء، بحسب حساسية الشخص الذي يتناول الدواء لمكونات الدواء الكيميائية.

### أرجية أو حساسية
الأرجية أو التحسس، ويمكن أن يحدث لأي دواء بسبب فرط تفاعل الجسم مع المركب الغريب (الدواء). يحدث التحسس بمجرد تعرض المريض للجرعة الدوائية بدون أن تكون هناك علاقة بين كمية أو تركيز الدواء، وردة الفعل التحسسية، إلا أنه يُلاحظ أن ردة الفعل التحسسية تشتد باضطراد في كل مرة يتناول فيها المريض الجرعة الدوائية، فتكون في المرة الثانية أشد بكثير من المرة الأولى... وهكذا.
أنواع المضاعفات التأرجية
- التفاعل التأقي الفوري (بالإنجليزية: Aanaphylaxic Reaction)‏: وينجم عن انطلاق أجسام مضادة من الفئة (ي) (بالإنجليزية: IgE)‏ بسبب تفاعلها مع المستأرجات، أي المركب الدوائي في هذه الحالة، ويلحق ذلك تفاعل للخلايا البدينية، وإطلاق الهيستامين منها. التفاعل التأرجي الفوري. يظهر التفاعل التأرجي الفوري كاحمرار لكامل الجسم (بيغ هيستاميني)، أو كصدمة أرجية ناجمة عن تفاعل تأقي (بالإنجليزية: Anaphylaxic Reaction)‏، كما يمكن للدواء أن يُحدث
- التفاعل الأرجي الخلوي (بالإنجليزية: Cytotoxic Reaction)‏: وينجم عن تفاعلات الأجسام المضادة من الفئة (ج)، والتي تقوم عند تحفيزها بالمستأرجة بالتفاعل مع الجدار الخلوي لخلايا الدم مسببةً تحطّم هذه الخلايا، وبالتالي فقراً في هذه الخلايا. (تفاعلها مع خلايا الدم الحمراء مثلاً ينجم عنه فقر الدم، مع الصفائح الدموية مثلاً ينجم عنه قلة الصفائح الدموية وهكذا.)
- التهاب وعائي أرجي (بالإنجليزية: Immune complex vasculitis)‏ وينجم عن تفاعل المعقد المناعي (بالإنجليزية: Immune complex)‏ مع جدران الأوعية الدموية مسبباً التهابها، وبالتالي خروج الدم من الأوعية كما يحدث في فرفرية شونلاين هينوخ.
- التهابات جلدية منها مايكون مباشراً على شكل احمرار شديد في مناطق ملامسة الدواء، ومنها مايكون متأخراً وينجم عنه التهاب جلدي مزمن في منطقة تعرض الجلد للدواء.

## أعراض جانبية خاصة
وهي تلك الأعراض الجانبية التي تمت ملاحظتها لأدوية معينة بعينها دون غيرها، أي أنها تخص مادةً دوائية أو مجموعة دوائية معينة. هناك من الأعراض الجانبية الخاصة ما يمكن تعليله بالآلية الدوائية نفسها، وهناك ما لم يتم بعد اكتشاف آلية حدوثها بعد. هذه الأعراض الخاصة تمثل تحدياً خاصاً، وتكون في الغالب ذات أثر سلبي وخطير على المريض، كما أنها قد تؤدي إلى منع تداول الدواء في الأسواق (مثلما حدث في كارثة ثاليدوميد (كونترغان)) الدواء الذي أدى لحدوث تشوهات خلقية عند المواليد.

### أنواع المضاعفات الخاصة

#### مضاعفات تتعلق بآلية عمل الدواء
لكل دواء فاعلية وآلية عمل يستفيد المريض علاجياً منها. تعتمد هذه الفائدة على الجرعة الدوائية المقترحة، فإذا ما زادت الكمية المتناولة من الدواء عن الجرعة المقترحة فإن الأثر الدوائي قد ينقلب إلى ضرر على المريض. مثال ذلك تناول حاصرات بيتا يؤدي إلى خفض نبض القلب المتسارع، إلا أن تناول كميات أكبر من الدواء تؤدي إلى تباطؤ شديد في نبض القلب، وبالتالي تنقلب سلباً على المريض. مثالٌ آخر تشكل مخفضات ضغط الدم التي تعمل على علاج فرط ضغط الدم، فتناول جرعات أكثر من اللازم تؤدي لهبوط شديد في ضغط الدم. وهكذا.
هناك نوعٌ آخر من المضاعفات الدوائية التي تتعلق بآلية عمل الدواء بدون الإفراط في الجرعات، بمعنى أن المضاعفة يُتَوقع حدوثها عند تناول الجرعات المترحة. من الأمثلة على هذه الأدوية مثبطات المناعة والتي تهدف علاجياً من خلال إضعاف الجهاز المناعي على منعه عن مهاجمة الجسم نفسه، أو منعه من مهاجمة الأعضاء الغريبة المزروعة؛ هذا الإضعاف لجهاز المناعة قد يضر بالجسم من خلال جعل الجسم عرضةً أكثر للإصابة بالالتهابات الطفيلية، ويُضعف من قدرة جهاز المناعة على التعرف على الخلايا السرطانية وتدميرها، وبالتالي قد يزيد من احتمالية الإصابة بالسرطان على المدى الطويل.

##### مضاعفات العلاج الكيميائية

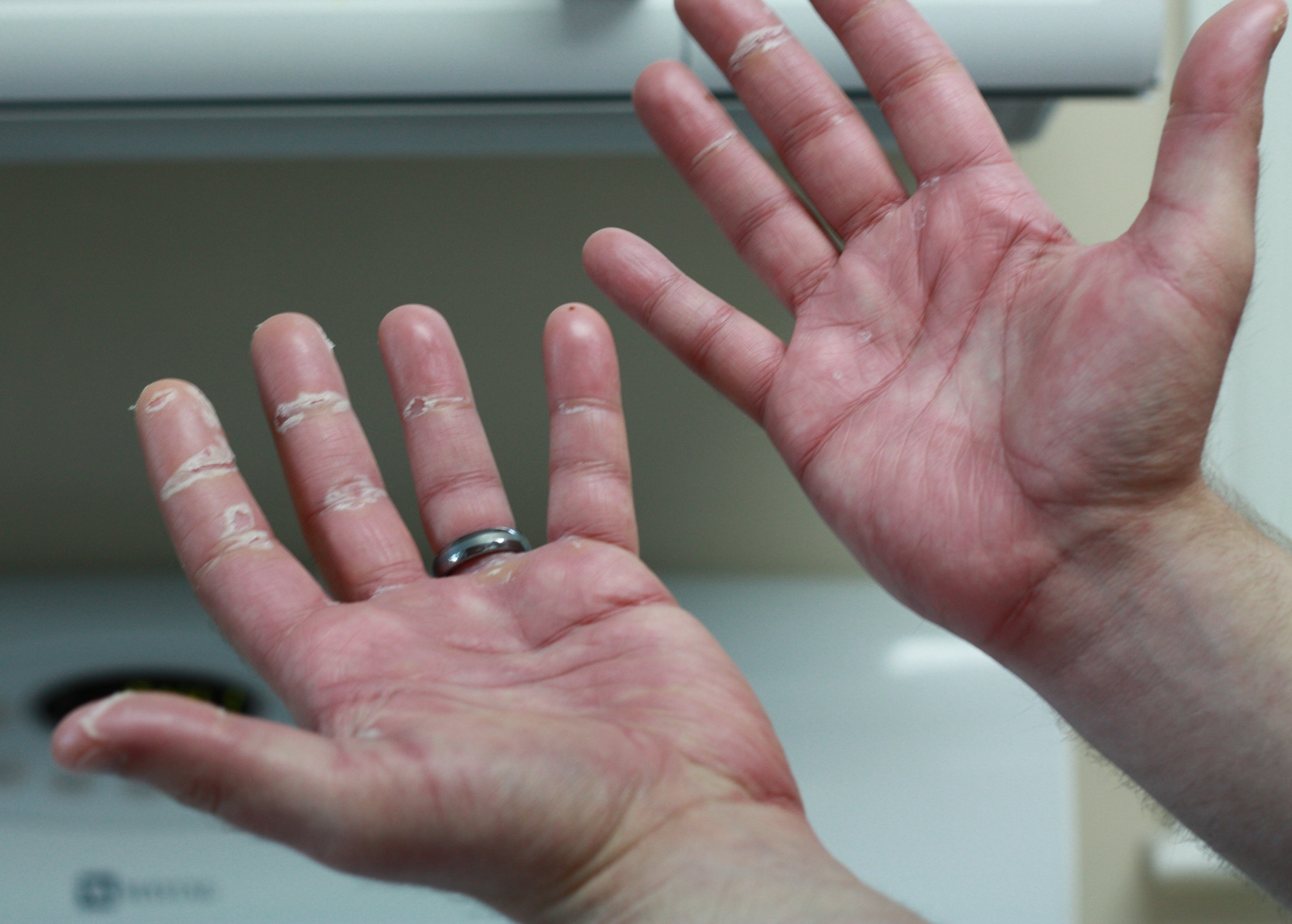
تقيحات جلدية بسبب العلاج الكيميائي.

للعلاجات الكيميائية المستخدمة في علاج الكثير من الأمراض الخبيثة أعراض جانبية تحدث بسبب تأثر خلايا أخرى غير سرطانية بالعلاج الكيميائي المستخدم، وغالباً ما تتأثر الخلايا سريعة النمو أكثر من غيرها بالعلاج الكيميائي نظراً لأن كثيراً من العلاجات الكيميائية تؤدي وظيفتها من خلال تأثيرها على انقسام الخلايا وإتلاف الخلايا سريعة الانقسام. لذلك نجد خلايا الجلد والشعر والأغشية المخاطية، لذلك يلاحظ تساقط الشعر والإسهال وتقيح الفم والأمراض الجلدية بكثرة عند إعطاء العلاج الكيميائي. ولنفس السبب نرى أن العلاجات الكيميائية تؤثر سلباً على تكاثر خلايا الدم مما يؤدي إلى فقر الدم ونقص في خلايا الدم البيضاء (وبالتالي ضعف المناعة) أو في الصفائح الدموية (ومن ثَمّ النزيف. كما أن للعلاجات الكيميائية تأثيراتها السمّية على الأعصاب والمراكز العصبية، مما قد يسبب الغثيان ووالتقيؤ.

##### مضاعفات المضادات الحيوية
بالإضافة للآثار الجانبية العامة للمضادات الحيوية مثل الأرجية أو عسر الهضم، فإن آلية عمل المضادات الحيوية تؤثر في حدوث مضاعفات خاصة بالمضادات الحيوية أهمها:
- مقاومة المضادات الحيوية (بالإنجليزية: Antibiotic Resistance)‏ وتحدث بسبب التوقف المبكر عن تناول المضاد الحيوي قبل القضاء التام على جراثيم المرض بسبب آلية الاصطفاء الطبيعي لكل الجراثيم المقاومة للمضاد الحيوي. وتزيد نسبة انتشار مقاومة المضادات الحيوية باضطراد مع الإفراط في استخدام المضادات الحيوية.[5] وأصبحت مقاومة الجراثيم للمضادات الحيوية تشكل مشكلة تهدد الصحة العالمية مع نقص الوعي العام حول هذه الآثار الجانبية.[6]
- التهاب القولون الغشائي الكاذب (بالإنجليزية: Pseudomembranous colitis)‏ وهو التهاب حاد بالقولون ينجم عنه إسهال حاد سببه جرثومة المطثية العسيرة (باللاتينية: Clostridium defficile) وهي جرثومة انتهازية تستغل موت جراثيم النبيت المعوي (بكتيريا الأمعاء النافعة) (بالإنجليزية: Intestinal flora)‏ بسبب تناول المضادات الحيوية، لتسبب بدورها التهاباً حاداً بأغشية القولون يرافقه اسهال حاد. علاج هذا الالتهاب يكون بمحاولة إعادة النبيت الجرثومي المعوي إلى الأمعاء عن طريق تناول اللبن أو حبوب خاصة تحوي البكتيريا النافعة للأمعاء. عادةً ما تظهر أعراض التهاب القولون الغشائي الكاذب بعد أسبوع أو أسبوعين من تناول المضادات الحيوية.[7][8]

#### مضاعفات تسممية
هذه المضاعفات تنشأ أيضاً عند تناول جرعات أكثر من المسموح بها، وتتسبب بحدوث تسممات «متوقعة». من أسباب حدوث التسمم عند تجاوز الجرعات المسموح بها للدواء متعددة منها:
- تجاوز تركيز الدواء وكميته مقدرة الجسم على التخلص من الدواء، مما يؤدي إلى تراكم المركبات الدوائية وما تحويه من فلزات أو سموم في جسم الإنسان (مثال ذلك مركبات الحديد، اليود... الخ)
- ضرر يحدث للأعضاء التي تتولى التخلص من الدواء وبخاصة الكليتان والكبد. حيث أن هذه الأعضاء تعمل على التخلص من الدواء أو من مستقلباته. هناك كثير من المستقلبات الدوائية التي تختلف في فاعليتها اختلافاً جذرياً عن آلية عمل الدواء نفسه، زيادة هذه المستقلبات قد يحدث ضرراً. من الأمثلة على هذه الأدوية مخفض الحرارة باراسيتامول، الذي يسبب ضرراً للكبد عند تجاوز الجرعات المسموح بها.[9] ويشبه ذلك الضرر الذي يُصيب الكليتان بسبب المواد المظللة.[10]

#### تشوهات خلقية
أحد أخطر الآثار الجانبية للأدوية المختلفة يتعلق بالتأثير على المورثات أو على نمو الإنسان كجنين أو أثناء مراحل الطفولة المختلفة. إذ تمتاز مراحل النمو بحساسيتها الشديدة للتغيرات المحيطة بها، وأي اختلال في النمو الجنيني قد يؤدي إلى آثار دائمة على صحة الإنسان. لذلك تعتبر مرحلة الحمل والإرضاع من أكثر المراحل حساسية للآثار الجانبية لمختلف الأدوية. أشهر الكوارث الدوائية حدثت لمادة ثاليدوميد التي تم تسويقها ما بين 1957-1961 في بعض الدول الغربية وبالذات ألمانيا الغربية، حيث تم تسويقه تحت اسم كونترغان كمهدئ وبخاصة للحوامل. وقد أدى الاستخدام الواسع خلال فترة الحمل إلى تشوهاتت خلقية عند الأجنة والمواليد، حيث نشأ العديد من الأطفال بتشوهات في الأطراف.

#### مسرطنات
هناك عدد من الأدوية والعلاجات الطبية التي تؤثر على البنية الجينية للخلايا، مما يزيد من فرص حدوث خلل جيني في الخلايا ويزيد بالتالي من فرص الإصابة بالسرطانات ( مسرطن). من الأمثلة على الأدوية التي يمكن أن يكون لها آثار جانبية مسرطنة:
- الأدوية مثبطة المناعة والتي يمكن أن تسبب ضعفاً في قدرة جهاز المناعة على التعرف على الخلايا السرطانية والتخلص منها.[14]
- العلاج الإشعاعي والذي يستخدم بشكل فعال في علاج العديد من السرطانات، ولكن تبقى هناك أخطار للأشعة المؤينة منها نشوء سرطانات ثانية (غير السرطان المعالَج ابتداءً) بعد مرور زمن طويل، وذلك بسبب تأثير الأشعة المؤينة على المادة الجينية للخلايا الصحيحة، بحيث تُحدث طفرات في هذه الخلايا مسببة سرطانات متأخرة (بعد عقود).[15]
- العلاج الكيميائي المستخدم في علاج السرطانات يمكن أن يزيد احتمالية الإصابة بسرطانٍ ثانٍ بعد عقود.[16]

#### الإدمان
هناك مجموعة من الأدوية التي تُسبب إدماناً لدى متعاطيها إذا تم استخدامها خارج استطباباتها. من هذه الأدوية المسببة للإدمان:
- المنومات
- المواد المخدرة
- مسكنات الآلام

## الجدل حول الآثار والمضاعفات الجانبية
.
أثارت فضيحة ثاليدوميد جدلاً واسعاً حول استخدام الأدوية والعلاجات الطبية، فحبة الدواء التي تم تسويقها في أوروبا وألمانيا الغربية خاصة كدواء آمن للحوامل لعلاج إضرابات النوم والتخفيف من الوحم، تسببت في ولادة كثير من الأطفال المشوهين الذين كان يمكن أن يولدوا أصحاء لولا تناول أمهاتم الدواء الذي وُصف بأنة آمن للحوامل!
وبما أن الدواء كمادة فاعلة لابد أن تكون له آثار جانبية وإلا فإن هناك شكاً في كونه فعالاً. من هنا فإن وصف الدواء لابد أن يعتمد على موازنة الأثر المرجو من تناوله مقابل مضاعفاته المحتملة. ففي المثال السابق تشكل المخاطرة بانجاب أطفال معاقين مجازفةً غير مقبولة، إذا ما قارناها بالنفع المرجو من تحسين نوم الأم الحامل أو التخفيف من أوحام الحمل! وهذا ينطبق على كافة الأدوية. فألم الحلق من التهاب فيروسي لا يشكل تبريراً لاستخدام المضادات الحيوية التي قد تتسبب في مضاعفات جانبية خطيرة ( مضاعفات المضادات الحيوية).
في المقابل فإن خطر نشوء قرحة هضمية كمضاعفة لتناول علاجات أمراض القلب تعتبر مجازفة مقبولة إذا اعتقدنا بأن هذه الحبوب (مثل الأسبرين) تقلل من خطر الإصابة بالجلطة القلبية. نفس الشيء يمكن القول عندما نقارن خطر الإصابة بالنزف جراء تناول مميعات الدم، مع خطر الإصابة بالسكتة الدماغية للمرضى المعرضين لذلك.
لهذا فإن وصف الدواء لا يكون إلا بموازنة عقلانية لآثاره العلاجية المرجوة مع أضرار تناول الدواء وآثاره الجانبية المحتملة!
من ناحية أخرى فإن الكثير من المرضى يعزون أعراضاً تُصيبهم مصادفةً مع تناول الأدوية إلى هذه الأدوية، وقد يكون لذلك خلفية نفسية أو حتى رغبات في مقاضاة الشركات المصنعة للدواء أو المطعوم. ففي تجارب استخدام الأدوية الغفلية (الوهمية) شكى العديد من المتطوعين من أعراض عامة، مما يدل أن للحالة النفسية والخوف دوراً ما في الشكوى من المضاعفات الدوائية.

## أنظمة اكتشاف المضاعفات الدوائية
تتراوح نسب ظهور المضاعفات الدوائية بشكلٍ واسع، فبعض المضاعفات الدوائية تحدث بشكل نادر يقدر ب 1:10,000 بينما تبلغ نسب المضاعفات الأكثر انتشاراً إلى ما يزيد على 1:10. هذا يعني أن هناك صعوبة في اكتشاف المضاعفات الدوائية وربطها بتناول الدواء إذا ما كانت نادرة. لهذا فإن تطوير أنظمة للمراقبة الدوائية لكشف عن المضاعفات النادرة أمرٌ ضروري. فلابد مثلاً من مراقبة مئات الآلاف من المرضى لاكتشاف مضاعفة دوائية تحدث في 1:10,000 من المتعاطين. لتحقيق هذا الهدف قامت العديد من الدول، والكثير من شركات الدواء بتطوير أنظمة للتبليغ عن المضاعفات الدوائية المشكوك فيها. وتعتمد هذه الأنظمة في مجملها على قيام الطبيب (وفي بعض الأحيان المريض نفسه) بالتبليغ عما يعتقد أنه عرض جانبي حدث بسبب تناول دواء معين، فإذا ما تكرر التبليغ عن عرض جانبي لنفس الدواء من مرضى مختلفين ومن أطباء متعددين لا صلة بينهم، فإن احتمال كون تلك الأعراض مضاعفاتٍ دوائية يزداد. وتعتمد العديد من هذه الأنظمة الوطنية والدولية على حسابات إحصائية لحساب فرصة كون العرض الجانبي كانت بمحض الصدفة تماماً، أم أن فرصة ظهوره ترتبط بعلاقة إحصائية مع تناول الدواء.
لتحقيق ذلك فإنه يكفي في الغالب إبلاغ السلطات المحلية في حالة الشك بظهور أثر جانبي، وإبلاغ الشركة المصنعة عن طريق ممثليها في كافة الدول حول الأعراض المشكوك في كونها ناجمة عن تناول الدواء المصنّع من تلك الشركة.